# Пікульський Михайло Михайлович
Михайло Михайлович Пікульський (3 вересня 1896, Липовець, Липовецький повіт, Київська губернія — 19 вересня 1969, Ченстохова, Польська Народна Республіка) — сотник Армії УНР, майор Війська Польського.  

## Життєпис
Народився 3 вересня 1896 у місті Липовець Липовецького повіту Київської губернії. Походив зі священицької родини. Закінчив Костянтинівську військову школу у Києві. 
Колишній поручик царської армії став старшиною 6-ї Січової дивізії армії УНР. Брав участь у Другому зимовому поході. Був інтернований у Александруві-Куявському, пізніше переведений до Щипйорно під Калішем. У 1923—1924 роках був слухачем академічних курсів Генерального Штабу Армії УНР. 
У 1927 році вступив на контрактну службу до Війська Польського. У вересні 1939 року як офіцер зв'язку Війська Польського майор Пікульський нагороджений польським бойовим Хрестом Хоробрих за мужність, проявлену в боях за Варшаву. Вже за тиждень він опинився у німецькому таборі для полонених, звільнитися з якого йому допомогли активісти ОУН. 
Після початку німецько-радянської війни Михайло Пікульський вступив до частин Вермахту і очолив батальйон шуцманшафту, що входив до складу 6-ї армії генерала Фрідріха Паулюса. Разом з нею Михайло Пікульський потрапив в оточення під Сталінградом, однак зумів прорватися до німців.
Влітку 1943 року вступив до бойової управи дивізії «Галичина». У 1944 році потрапив у радянський полон на території Румунії. Відбув довгих 12 років у таборах ГУЛАГу, 1957 року Михайло Пікульський виїхав до польського міста Ченстохова, де й прожив до самої смерті.
Помер 19 вересня 1969 року.